# Mounir Mourad

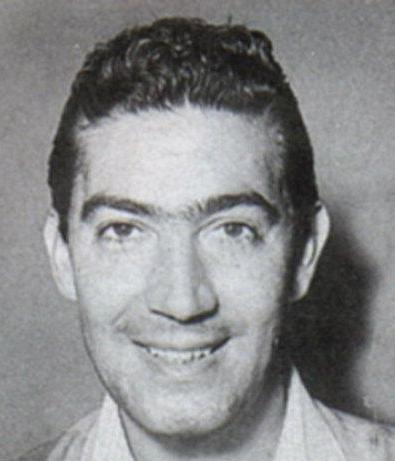
Mounir Murad

Mounir Mourad oder Monir Morad oder Murad, (arabisch منير مراد, DMG Munīr Murād; * 13. Januar 1922 in Kairo; † 17. Oktober 1981 ebenda), geboren als Maurice Zaki Mourad Mordechai, war ein ägyptischer Schauspieler, Komponist und Sänger, der durch seine Filmmusik vor allem für weibliche Filmstars des ägyptischen Films in den 1940er und '50er Jahren bekannt wurde. Er war der Bruder der in arabischen Ländern bekannten Sängerin und Schauspielerin Leila Mourad. Unter anderem komponierte er für Filme mit den Filmstars Sharifa Fadel und Sabah, außerdem Duette für Shadia und Abdel Halim Hafez.

## Biografie
Mourad wurde in Kairo geboren und wuchs als jüngstes von fünf Kindern in einer musikalischen Familie auf. Sein Vater, Ibrahim Zaki Mourad Mordechai, war ein jüdisch-ägyptischer Kantor, der auch von 1915 bis 1932 als Sänger, Musiker und Komponist leichter Musik erfolgreich war. Seine Mutter war eine jüdische Ägypterin namens Gamilah Ibrahim Roushou, die Tochter von Ibrahim Roushou, einem örtlichen Konzertunternehmer, der Zaki Mourad regelmäßig buchte, um bei Konzerten und Hochzeitsfeiern zu singen. In den späten 1930er Jahren, als Mounir aufwuchs, war seine vier Jahre ältere Schwester, die Sängerin und Schauspielerin Leila Mourad, bereits berühmt.
1939 verließ Mourad das französische Collège des Frères (Bab al-Louq), nahm zunächst verschiedene Jobs an und begann dann, für das Kino zu arbeiten. Er begann als Script Supervisor und wirkte anschließend als Regieassistent von Kamal Salim in etwa 24 Filmen in den 1940er Jahren.

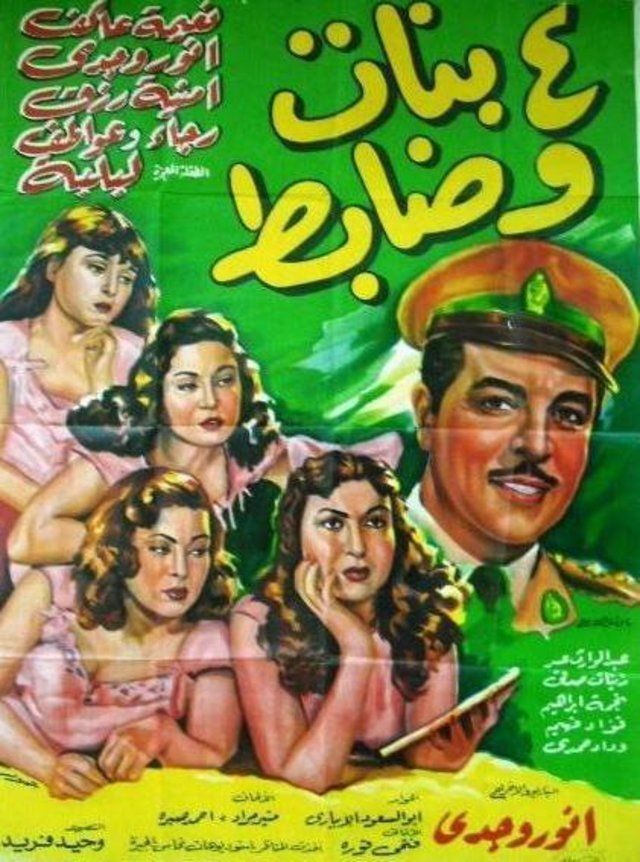
Poster für den Film „Four girls and an officer“ (1954), Musik: M.Mourad

Mourad war einer der populärsten Komponisten von Filmmusik seiner Zeit und komponierte Songs für zahlreiche Sängerinnen aus Ägypten und arabischen Ländern in seinem persönlichen, von schnellen Rhythmen geprägten Stil. Darunter war auch seine Musik für den Film „Dahab“ von 1953 in der Regie von Anwar Magdi, dem Ehemann seiner Schwester Leila.
Mourad versuchte außerdem, Einflüsse populärer westlicher zu integrieren, hatte jedoch Schwierigkeiten, einen Produzenten dafür zu finden. Sein Durchbruch kam jedoch, als er seinen ersten populären Song „Wahed .. Etneen“ (Eins, zwei) komponierte, der von der Sängerin Shadia gesungen wurde. Seine künstlerische Verbindung mit Shadia war ein Meilenstein in der Geschichte der ägyptischen Musik, da ihre Lieder zu klassischen Liebesliedern wurden. Dies veranlasste auch andere Sängerinnen und Filmemachern, ihm Filmsongs anzuvertrauen.
Mourad war ein Pionier der ägyptischen Tanzmusik und Musikshows. Er komponierte zahlreiche Titel der erfolgreichen Tanzmusik Ägyptens, die von den führenden Tänzerinnen der Zeit wie Tahiyya Kariokka, Samia Gamal und Naima Akef aufgeführt wurden. In seinem autobiografischen Buch über jüdische Araber nannte ihn der Journalist Massoud Hayoon deshalb „eine Art ägyptischen Gene Kelly“.
Mourad spielte und sang selbst in drei Filmen, darunter in Ana wa Habibi (My lover and I) mit Shadia als Partnerin aus dem Jahr 1953. Er konvertierte 1948 zum Islam und nannte sich danach Muhammad Murad. Seit den 1950er Jahren war er mit der Schauspielerin Soher Al Bably verheiratet.

## Rezeption durch andere Künstler
Für seinen Dokumentarfilm „7 Tage vor der Zukunft“ von 1997/1998 verwendete der deutsch-ägyptische Regisseur Samir Nasr neben anderen ägyptischen Kompositionen auch Filmmusik von Mounir Mourad.
Auf ihrem Album Hey Eugene! von 2007 veröffentlichte die amerikanische Musikgruppe Pink Martini ihre Version von Mourads Song „Bukra w’bado“ (Morgen und der Tag danach), der ursprünglich durch den ägyptischen Star Abdel Halim Hafez bekannt wurde.